# پلی متل
پلی متل (ایتالیایی: Play Motel) یک فیلم ایتالیایی جالو است که در سال ۱۹۷۹ منتشر شد.

## بازیگران
- آنا ماریا ریتسولی
- ری لاولاک
- مارینا هدمن
- مارینو مازه
- پاتریتسیا وبلی
- آنتونی استفن
- فولویو مینگوتسی
- اولا یوهانسن